# Legoland Windsor Resort

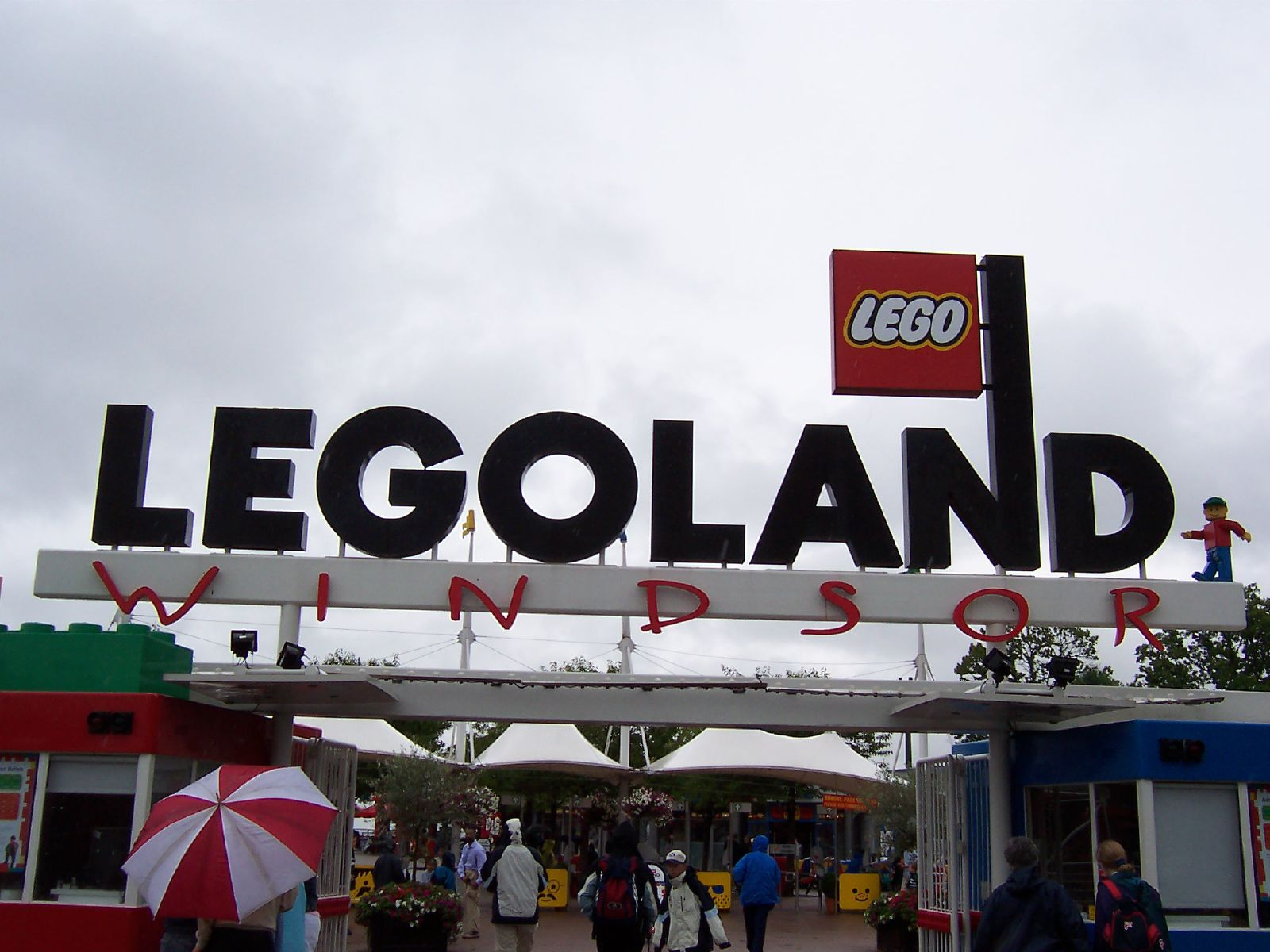
LEGOLAND Windsor: aspecto da entrada.

LEGOLAND Windsor é um parque temático infantil LEGO localizado na cidade de Windsor, na Inglaterra. Ao norte de Londres, vizinho ao famoso Castelo de Windsor e a Eton College, foi o segundo parque do LEGO Group, inaugurado em 1996.

## História
Após a abertura do parque LEGOLAND Billund, o LEGO Group procurou implantar um segundo parque, fora da Dinamarca.
Após a análise de mais de mil locais em potencial, em todo o mundo, em Janeiro de 1992, foi escolhido o sítio do antigo “Windsor Safari Park”.
O novo parque foi inaugurado em 29 de Março de 1996, após quatro anos de trabalho e de preparativos. Em sua primeira temporada, atraiu mais de 1,4 milhões de visitantes.
O parque abriu pela primeira vez, para uma temporada de Inverno, em 20 de novembro de 1999.
O controle acionário do parque foi adquirido pelo grupo Blackstone em 13 de Julho de 2005, tendo o LEGO Group mantido uma participação de 30%. Atualmente o parque é dirigido pela Merlin Entertainments.

## Atracões
O parque é dividido em dez zonas temáticas:
- A entrada
- o "Imagination Centre", onde se destacam a exposição da réplica das Jóias da Coroa, a cabine do Boeing 747-400 Jumbo, e, à semelhança do famoso Museu de Cera de Mme. Tousseau, os rostos de celebridades recriados em LEGO, destacando-se o de Marilyn Monroe.
- a "Miniland", onde se destacam dezenas de reproduções de paisagens e de monumentos de todo o mundo, à escala de 1:20, construídas em tijolos LEGO. Com as peças foram recriadas atrações nacionais famosas como a torre do Big Ben e a roda-gigante London Eye, símbolos londrinos, a Torre Eiffel, parisiense, a Torre de Pisa, italiana, os moinhos, holandeses e a Estátua da Liberdade, nova-iorquina.
- a "DUPLO Land"
- a "Traffic"
- a "Lego City"
- a "Land of the Vikings"
- a "Wild Woods"
- o "Knights’ Kingdom"
- a "Adventure Land"

Outras atrações incluem os passeios de trem, as montanha-russas, o carrossel, viagens em 3-D e espetáculos de luzes laser ao ar livre, ao anoitecer.

### Montanhas russas
| Nome da atração     | Tipo                           | Construtor         | Ano de inauguração | Imagem |
| ------------------- | ------------------------------ | ------------------ | ------------------ | ------ |
| Dragon              | Montanha russa em metal        | WGH Transportation | 1998               |        |
| Dragon's Apprentice | Montanha russa em metal júnior | WGH Transportation | 1999               |        |
| Jungle Coaster      | Wild Mouse                     | Mack Rides         | 2004               |        |

### Atrações aquáticas

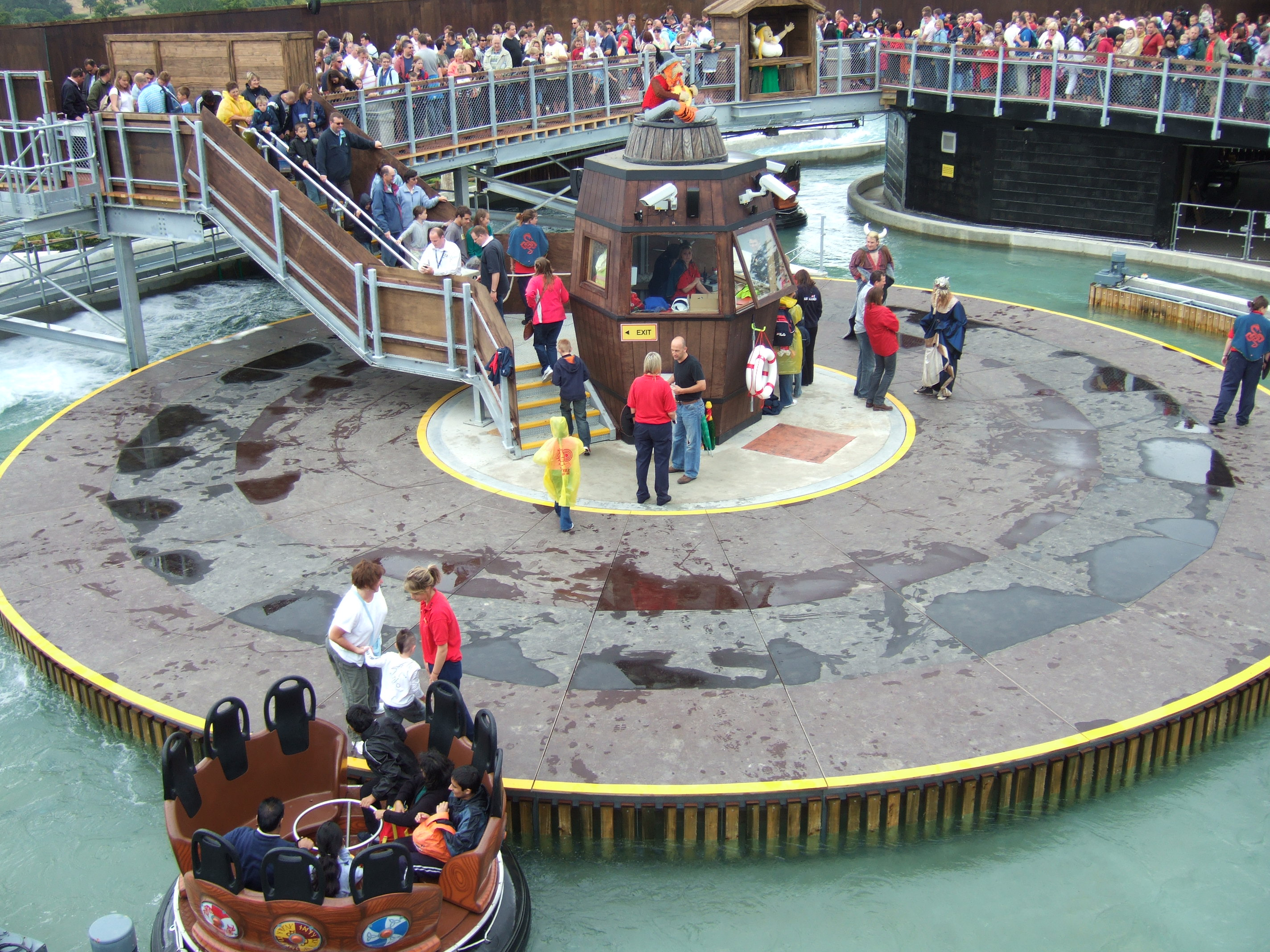
LEGOLAND Windsor. Inglaterra: Vikings River Splash.

- Pirates Falls
- Vikings River Splash
- XtremeTeamChallenge

## Acesso
Das estações ferroviárias de Windsor & Eton Central ou de Windsor & Eton Riverside, um serviço especial de ônibus conduz os visitantes até ao parque.

## Distinções
O parque recebeu as seguintes distinções:
- Atração Familiar nr. 1 pelo Group Leisure Magazine (1999).
- Melhor atração para crianças na Inglaterra, pela Yandell Publishing (2002)
- Melhor atração familiar pelo Tommy’s Parent Friendly Awards (2007)

## Galeria

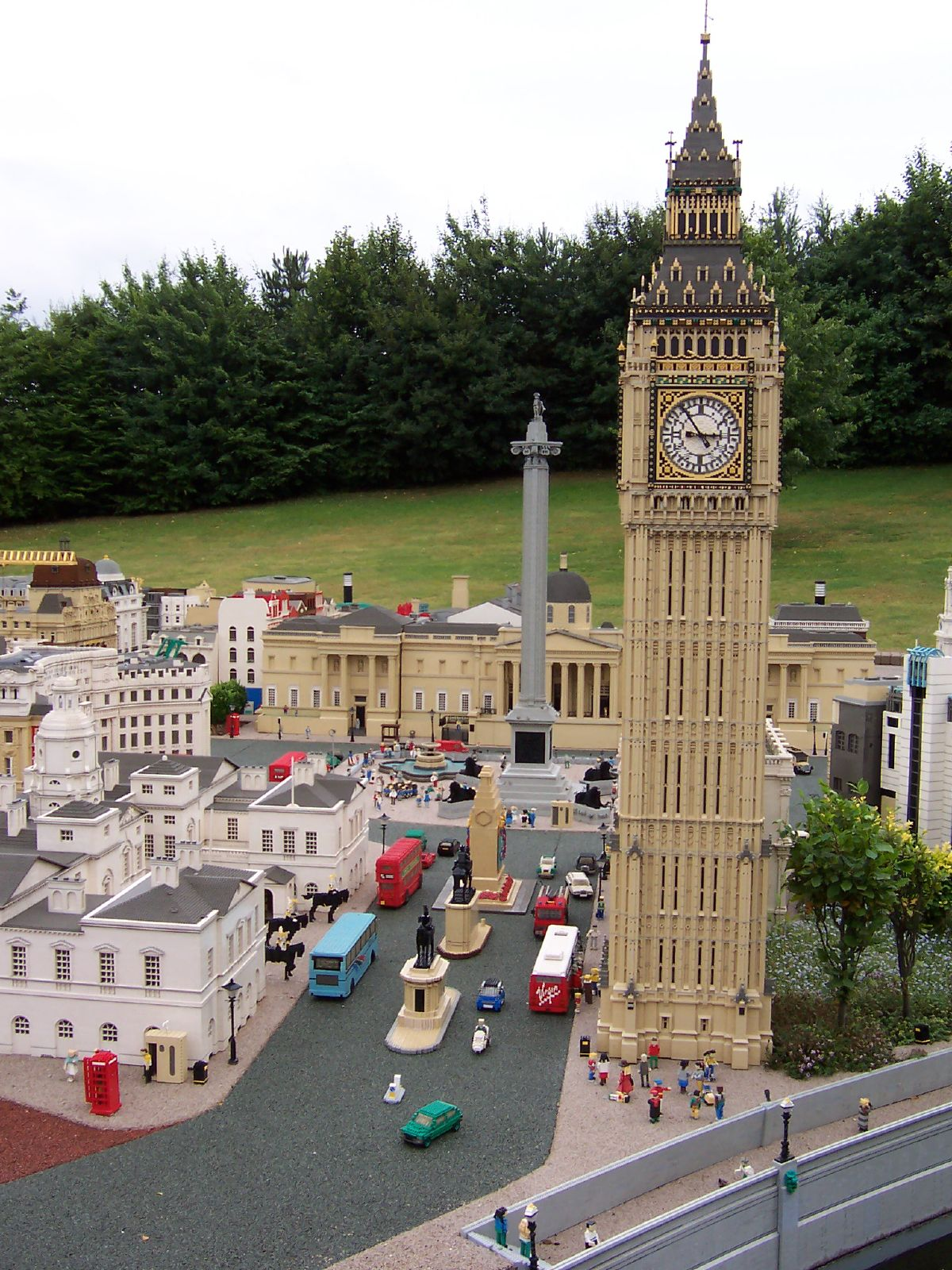
Big Ben
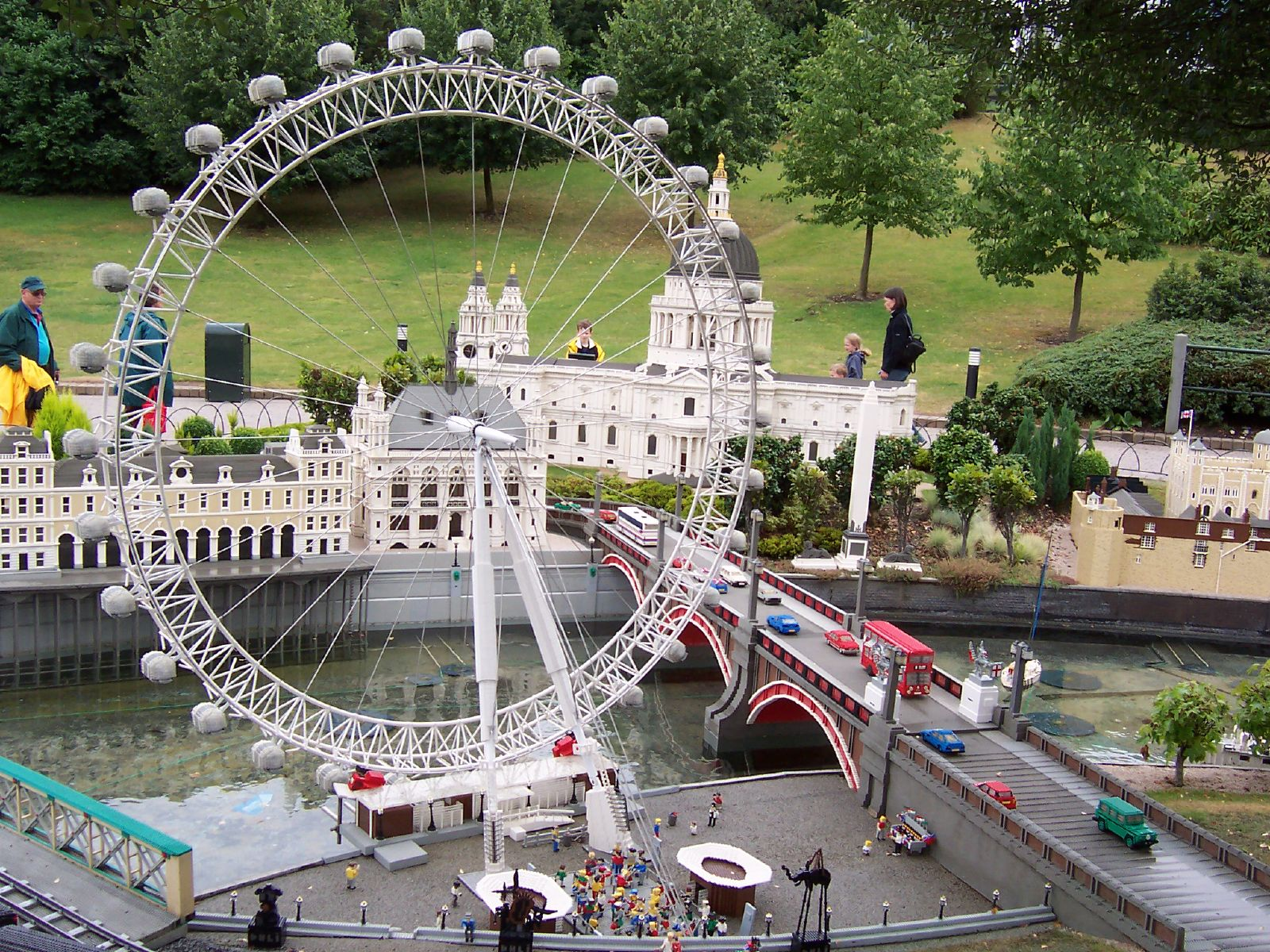
London Eye
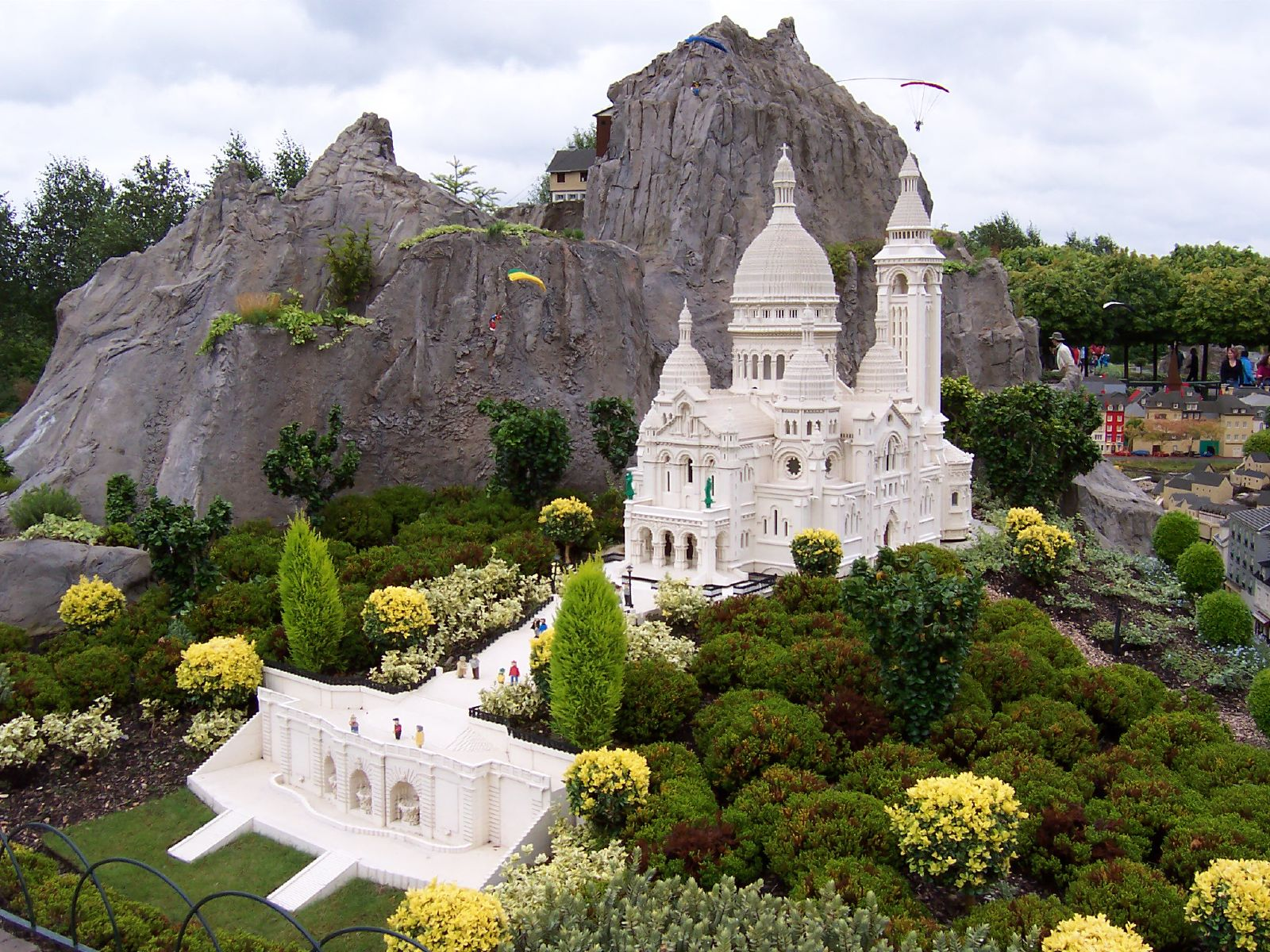
Basílica de Sacré Cœur
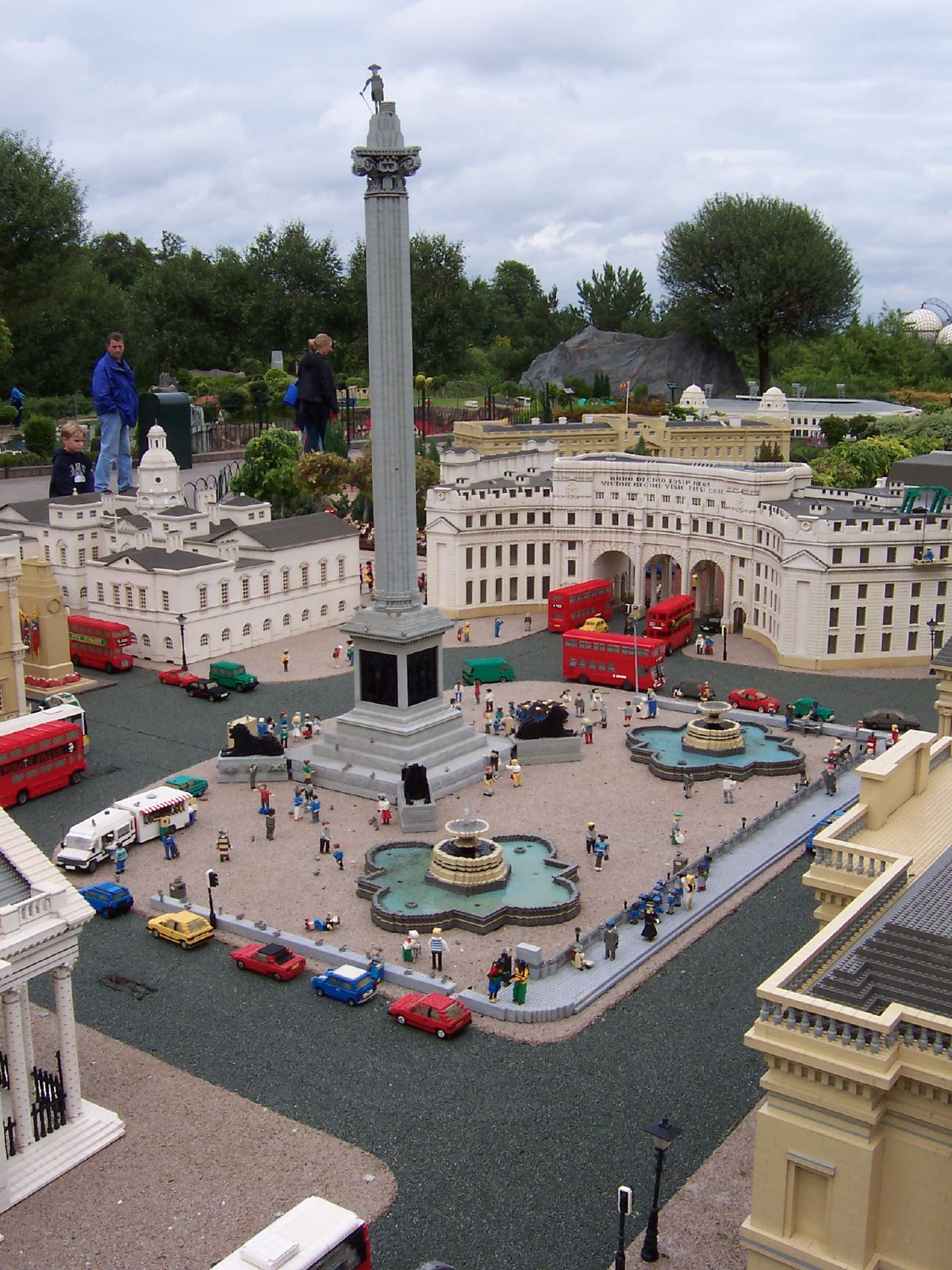
Trafalgar Square
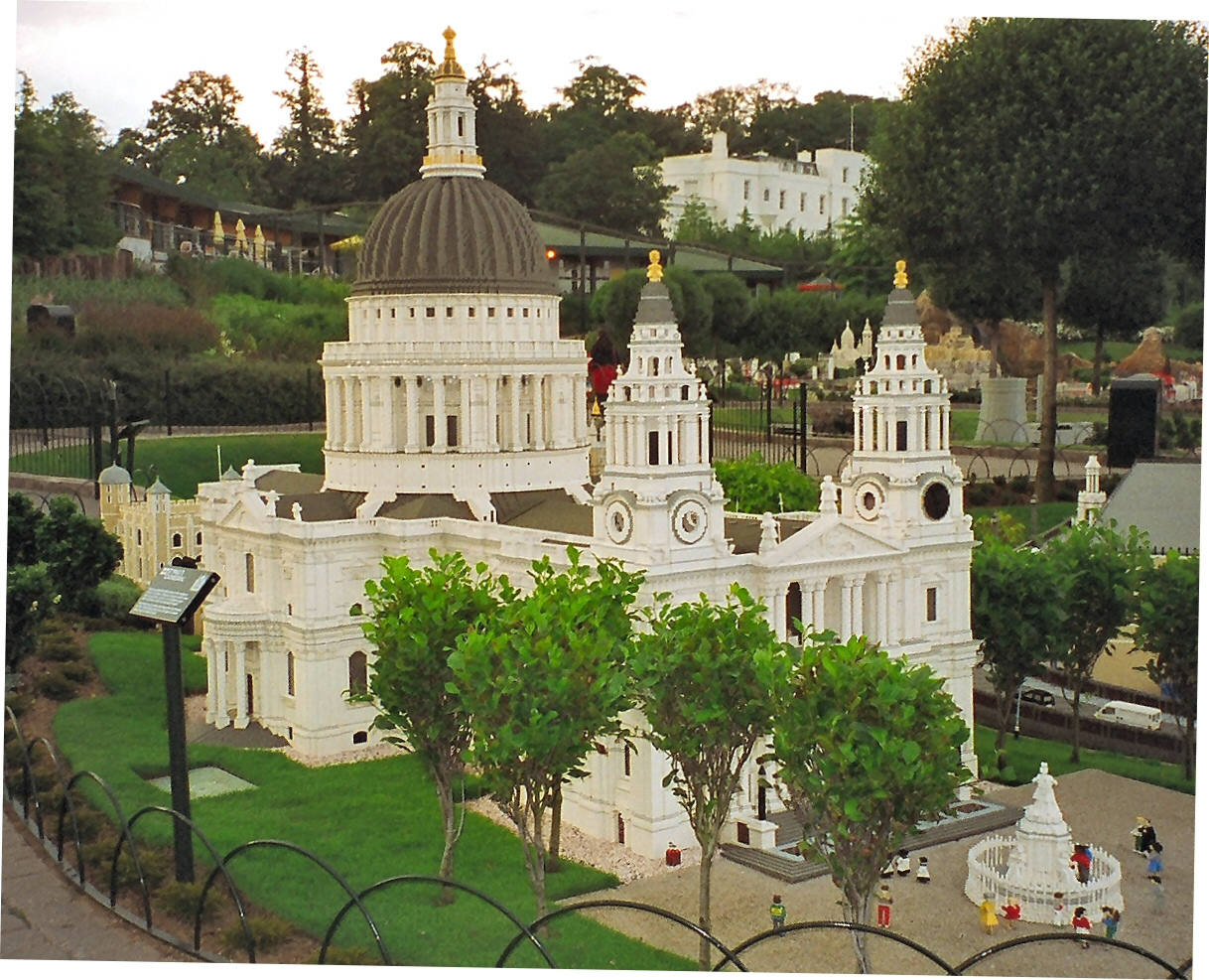
Catedral de São Paulo (Londres)